# Taketomi
Ostrov Taketomi (japonsky 竹富島, Taketomi-jima, jaejamsky Teedun, okinawsky Dakidun) je ostrov nacházející se na území města Taketomi v souostroví Jaejama v prefektuře Okinawa. Žije zde 262 obyvatel.

## Poloha
Ostrov leží 428 kilometrů od hlavního ostrova Okinawa, 235 kilometrů od Tchaj-wanu a 4 km jižně od ostrova Išigaki. Jedná se o atol kruhového tvaru, je obklopen korálovými útesy a je součástí národního parku Iriomote-Išigakiského národního parku.

## Ekonomika
Základ ekonomiky ostrova tvoří turismus a produkce cukrové třtiny.

## Doprava
Ostrov je dostupný trajektem z ostrova Išigaki, přičemž cesta trvá přibližně deset minut. Všechny oblasti ostrova jsou dostupná pěšky, na ostrově je možnost pronájmu jízdního kola.